# Spondias pinnata
Spondias pinnata är en sumakväxtart som först beskrevs av Carl von Linné d.y., och fick sitt nu gällande namn av Wilhelm Sulpiz Kurz. Spondias pinnata ingår i släktet Spondias och familjen sumakväxter. Inga underarter finns listade i Catalogue of Life.